# Peter van de Kamp
Peter van de Kamp (Piet van de Kamp) (ur. 16 grudnia 1901 w Kampen, zm. 18 maja 1995) – amerykański astronom pochodzenia holenderskiego.

## Życiorys
W 1920 roku ukończył studia na Uniwersytecie w Utrechcie, po czym odbył staż na University of California, Berkeley. Pracował też na Uniwersytecie w Groningen (Rijksuniversiteit). W 1923 roku wyjechał na University of Virginia, gdzie był asystentem Samuela Mitchella w McCormick Observatory. W Charlottesville pracował do 1937 roku, w którym przeniósł się do Sproul Observatory przy Swarthmore College w Swarthmore w Pensylwanii. Obserwatorium tym kierował do przejścia na emeryturę w 1972 roku.
W 1931 roku zastosował nową metodę pomiarów odległości międzygwiezdnych opartą na pomiarach absorpcji w różnych kierunkach. Na jej podstawie zmodyfikował odległość do centrum galaktyki, wyznaczoną przez Harlowa Shapleya.
W 1937 roku zainicjował program obserwacji gwiazd położonych w odległości poniżej 5 parseków od Ziemi. Wśród gwiazd objętych obserwacjami znalazły się 61 Cygni, Ross 614, Lalande 21185, a także Gwiazda Barnarda. Badania polegały na pomiarach obrazu gwiazdy, zarejestrowanego na płytach fotograficznych i wyszukiwaniu zakłóceń, mogących wynikać z obecności układów planetarnych. W 1963 roku opublikował w czasopiśmie Astronomical Journal informację o wykryciu tą metodą co najmniej jednego gazowego olbrzyma krążącego wokół Gwiazdy Barnarda. Badania innymi technikami, w tym pomiary prowadzone za pomocą Kosmicznego Teleskopu Hubble'a nie potwierdziły tych obserwacji, co sugeruje, że wyniki van de Kampa mogły być obarczone błędem systematycznym związanym z przyrządami pomiarowymi.
Dopiero w 2018 r. ogłoszono odkrycie planety krążącej wokół gwiazdy Barnarda, jednak była ona dużo mniejsza i krążyła po orbicie o znacznie większej średnicy.
Peter van de Kamp wykazywał się zainteresowaniami muzycznymi. Komponował muzykę, współpracował z orkiestrą symfoniczną w Charlottesville. Pracując w McCormick Observatory założył, wraz z m.in. Aleksandrem Wysockim orkiestrę o nazwie Observatory Mountain Orchestra, której był dyrygentem.
W 1982 roku przyznano mu nagrodę Prix Jules-Janssen.
Planetoida (1965) van de Kamp została nazwana jego imieniem.